# Ауд Богатая
Ау́д Бога́тая (древненорв.: Auðr in djúpúðga) — легендарная датская принцесса, единственная дочь конунга Ивара Широкие Объятья, правившего в Сконе, из династии Скьёльдунгов. Жила в VII или VIII веке.

## Семья
Была дважды замужем. Первым её мужем был Хрёрик Метатель Колец также из династии Скьёльдунгов, от него дети: Сигурд, Харальд Боезуб и дочь. Они наследовали титул «королей Данов». Вторым мужем (без согласия отца) — Радбард, конунг Гардарики из династии Инглингов, от него сын Рандвер, отец Сигурда Кольцо, конунга Уппсалы.